# Tenkawa
Tenkawa (jap. 天川村 Tenkawa-mura) – wieś w Japonii, na wyspie Honsiu, w prefekturze Nara. Według danych na rok 2020 miejscowość zamieszkiwało 1 176 mieszkańców , a gęstość zaludnienia wyniosła 6,7 os./km².